# Moby Dick

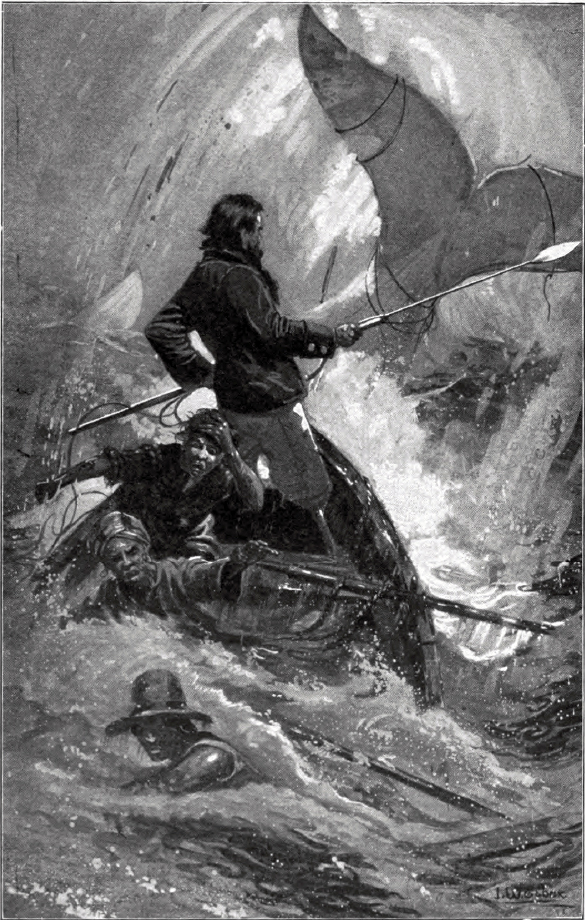
Ilustración de la persecución final de Moby Dick.

Moby Dick es una novela del escritor Herman Melville publicada por primera vez el 14 de noviembre de 1851. Narra la travesía del barco ballenero Pequod, comandado por el capitán Ahab, junto a Ismael y el arponero Queequeg en la obsesiva y autodestructiva persecución de un gran cachalote blanco.
Al margen de la persecución y evolución de sus personajes, el tema de la novela es eminentemente enciclopédico al incluir detalladas y extensas descripciones de la caza de las ballenas en el siglo XIX y multitud de otros detalles sobre la vida marinera de la época. Quizás por ello la novela no tuvo ningún éxito comercial en su primera publicación, aunque con posterioridad haya servido para cimentar la reputación del autor y situarlo entre los mejores escritores estadounidenses.
El libro inicia con 80 epígrafes, empezando con uno del Génesis y terminando con una canción ballenera. Todos los epígrafes están relacionados con el mar y las ballenas o el leviatán. Melville también presenta al inicio definiciones directas de diccionarios para la ballena y luego una tabla donde se muestra la palabra ballena en diferentes idiomas. 
La frase inicial del narrador —«Call me Ishmael» en inglés, traducido al español a veces como «Llamadme Ismael», otras veces como «Pueden ustedes llamarme Ismael»— se ha convertido en una de las citas más conocidas de la literatura en lengua inglesa.

## Argumento

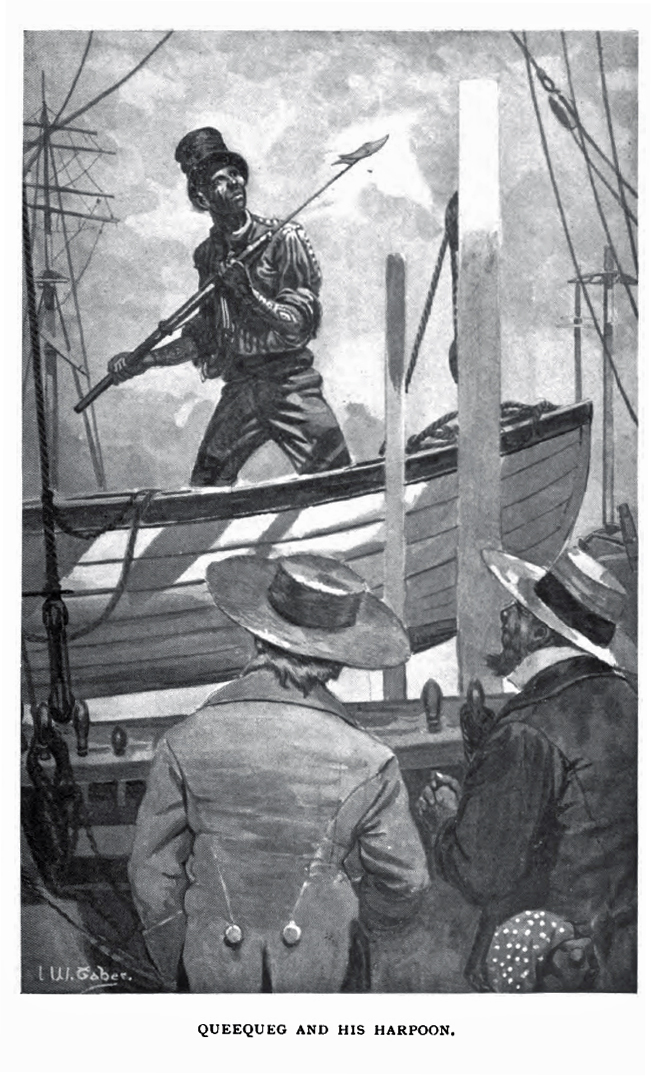
Ilustración de Queequeg y su arpón.

El narrador, Ismael, es un joven estadounidense con experiencia en la marina mercante, que decide que su siguiente viaje será en un ballenero. De igual forma se convence de que su travesía debe comenzar en Nantucket, Massachusetts, isla prestigiosa durante el siglo XIX por su industria ballenera. Antes de alcanzar su destino, o el origen de su aventura, Ismael entabla una estrecha amistad con el experimentado arponero polinesio Queequeg, con quien acuerda compartir la empresa.
Ambos se enrolan en el ballenero Pequod, con una tripulación conformada por marineros de las más diversas nacionalidades y razas; precisamente sus arponeros son Queequeg, el piel roja Tashtego y el «negro salvaje» Daggoo. El Pequod es dirigido por el misterioso, violento, y autoritario capitán Ahab, un viejo y muy respetado lobo de mar, con décadas de experiencia en la vida marinera, y sobre todo con una pierna tallada de la mandíbula de un cachalote. El irascible Ahab revelará a su tripulación que el objetivo primordial del viaje, más allá de la caza de ballenas en general, es la persecución tenaz a la ballena blanca Moby Dick, enorme leviatán que lo privó de su pierna hace años, siendo que este monstruoso cetáceo había ganado fama de causar estragos a todos y cada uno de los balleneros que, osada o imprudentemente, habían intentado darle caza.
Con el pasar del tiempo, Ahab se obsesiona cada vez más con la captura de Moby Dick, menospreciando los peligros de la caza ballenera, y poniendo en riesgo constante la vida de la tripulación en un recorrido por numerosos océanos. Los marineros, tan fascinados por Moby Dick como temerosos de la ira de Ahab, siguen a su capitán sin dudas ni reparos, hasta un final terrible y épico presidido con otro epígrafe bíblico, esta vez tomado del Libro de Job.

## Estructura

### Punto de vista
Ismael es el narrador, dando forma a su historia con el uso de muchos géneros diferentes incluyendo sermones, obras de teatro, soliloquios y lecturas emblemáticas. En repetidas ocasiones, Ismael se refiere a su escritura del libro: "Pero cómo puedo esperar explicarme aquí; y sin embargo, de alguna manera tenue y aleatoria, debo explicarme, si no todos estos capítulos podrían ser nada" El erudito John Bryant lo llama la "conciencia central y la voz narrativa de la novela. " Walter Bezanson distingue en primer lugar a Ismael como narrador de Ismael como personaje, al que denomina "Ismael pronosticador", el Ismael más joven de hace unos años. El Ismael narrador, pues, es "simplemente el Ismael joven envejecido"  Una segunda distinción evita la confusión de cualquiera de los dos Ismael con el autor Herman Melville. Bezanson advierte a los lectores que "se resistan a cualquier equiparación uno a uno de Melville e Ismael".

### Estructura de los capítulos
Según el crítico Walter Bezanson, la estructura de los capítulos puede dividirse en "secuencias de capítulos", "grupos de capítulos" y "capítulos de equilibrio". Las secuencias más sencillas son las de progresión narrativa, luego las secuencias temáticas, como los tres capítulos sobre la pintura de ballenas, y las secuencias de similitud estructural, como los cinco capítulos dramáticos que comienzan con "El cuarto de a bordo" o los cuatro capítulos que comienzan con "Las velas". Los grupos de capítulos son los capítulos sobre el significado del color blanco, y los del significado del fuego. Los capítulos de equilibrio son los capítulos de opuestos, como "Los telares" frente al "Epílogo", o los similares, como "El cuarto de cubierta" y "Las velas".
El erudito Lawrence Buell describe la disposición de los capítulos no narrativos como estructurado en torno a tres patrones: primero, los nueve encuentros del Pequod con los barcos que se han encontrado con Moby Dick. Cada uno de ellos ha sufrido daños cada vez más graves, presagiando el propio destino del Pequod. En segundo lugar, los encuentros cada vez más impresionantes con las ballenas. En los primeros encuentros, las balleneras apenas hacen contacto; más tarde hay falsas alarmas y persecuciones rutinarias; finalmente, la reunión masiva de ballenas en los bordes del Mar de China en "La Gran Armada". Un tifón cerca de Japón prepara el escenario para el enfrentamiento de Ahab con Moby Dick.
El tercer patrón es la documentación cetológica, tan pródiga que puede dividirse en dos subpatrones. Estos capítulos comienzan con la historia antigua de la caza de ballenas y una clasificación bibliográfica de las mismas, acercándose con relatos de segunda mano sobre la maldad de las ballenas en general y de Moby Dick en particular, un comentario ordenado cronológicamente sobre las fotografías de ballenas. El clímax de esta sección es el capítulo 57, "De ballenas en pintura, etc.", que comienza con lo humilde (un mendigo en Londres) y termina con lo sublime (la constelación de Cetus). El siguiente capítulo ("Brit"), por tanto la otra mitad de este patrón, comienza con la primera descripción de ballenas vivas del libro, y a continuación se estudia la anatomía del cachalote, más o menos de delante a atrás y de las partes exteriores a las interiores, hasta llegar al esqueleto. En dos capítulos finales se expone la evolución de la ballena como especie y se reivindica su carácter eterno.
Unos "diez o más" de los capítulos sobre la matanza de ballenas, a partir de las dos quintas partes del libro, se desarrollan lo suficiente como para ser llamados "acontecimientos". Como escribe Bezanson, "en cada caso, una matanza provoca una secuencia de capítulos o un grupo de capítulos de la tradición cetológica que surge de la circunstancia de la matanza particular", por lo que estas matanzas son "ocasiones estructurales para ordenar los ensayos y sermones sobre la caza de ballenas".
Buell observa que la "arquitectura narrativa" es una "variante idiosincrásica de la narrativa bipolar observador/héroe", es decir, la novela se estructura en torno a los dos personajes principales, Ahab e Ismael, que se entrelazan y contrastan entre sí, siendo Ismael el observador y narrador. Como historia de Ismael, señala Robert Milder, es una "narración de educación".
Bryant y Springer consideran que el libro está estructurado en torno a las dos conciencias de Ahab e Ismael, con Ahab como fuerza de la linealidad e Ismael como fuerza de la digresión. Aunque ambos tienen una sensación de orfandad, intentan resolver este agujero en sus seres de diferentes maneras: Ahab con la violencia, Ismael con la meditación. Y mientras que la trama de Moby Dick puede estar impulsada por la ira de Ahab, el deseo de Ismael de hacerse con lo "inasible" explica el lirismo de la novela. Buell ve una doble búsqueda en el libro: La de Ahab es cazar a Moby Dick, la de Ismael es "entender qué hacer tanto con la ballena como con la caza".
Uno de los rasgos más distintivos del libro es la variedad de géneros. Bezanson menciona los sermones, los sueños, el relato de viajes, la autobiografía, las obras de teatro isabelinas y la poesía épica. Califica las notas explicativas a pie de página de Ismael para establecer el género documental como "un toque nabokoviano".

### Nueve encuentros con otros barcos
Un recurso estructural significativo es la serie de nueve encuentros (gams) entre el Pequod y otros barcos. Estos encuentros son importantes por tres motivos. En primer lugar, por su ubicación en la narración. Los dos primeros encuentros y los dos últimos están próximos entre sí. El grupo central de cinco encuentros está separado por unos 12 capítulos, más o menos. Este patrón proporciona un elemento estructural, señala Bezanson, como si los encuentros fueran "los huesos de la carne del libro". En segundo lugar, el desarrollo de las respuestas de Ahab a los encuentros traza la "curva ascendente de su pasión" y de su monomanía. En tercer lugar, en contraste con Ahab, Ismael interpreta el significado de cada barco individualmente: "cada barco es un pergamino que el narrador desenrolla y lee".
Bezanson no ve una sola manera de explicar el significado de todos estos barcos. En cambio, pueden interpretarse como "un grupo de parábolas metafísicas, una serie de análogos bíblicos, una mascarada de la situación a la que se enfrenta el hombre, un desfile de los humores dentro de los hombres, un desfile de las naciones, etc., así como formas concretas y simbólicas de pensar en la Ballena Blanca".
La investigadora Nathalia Wright ve los encuentros y el significado de las embarcaciones de otra manera. Destaca los cuatro barcos que ya se han encontrado con Moby Dick. El primero, el Jeroboam, lleva el nombre del predecesor del rey bíblico Ahab. Su destino "profético" es "un mensaje de advertencia para todos los que le siguen, articulado por Gabriel y reivindicado por el Samuel Enderby, el Rachel, el Delight y, por último, el Pequod". Ninguno de los otros barcos ha sido completamente destruido porque ninguno de sus capitanes compartía la monomanía de Ahab; el destino del Jeroboam refuerza el paralelismo estructural entre Ahab y su homónimo bíblico: "Ajab hizo más para provocar la ira del Señor Dios de Israel que todos los reyes de Israel que le precedieron" (I Reyes 16:33).

## Interpretaciones
Moby Dick es una obra de profundo simbolismo. Se suele considerar que comparte características de la alegoría y de la épica. Incluye referencias a temas tan diversos como biología, idealismo, jerarquía, obsesión, política, pragmatismo, racismo, religión y venganza.
Los tripulantes del Pequod tienen orígenes tan variados como Chile, Colombia, China, Dinamarca, España, Francia, Holanda, India, Inglaterra, Irlanda, Islandia, Italia, Malta, Portugal y Tahití, lo que sugiere que el Pequod es una representación de la humanidad.
Las alusiones bíblicas de los nombres de los personajes o el significado del cachalote blanco han intrigado a lectores y críticos durante más de un siglo.

## Inspiración en hechos reales
Además de haber estado basada en las experiencias personales de Melville como marinero, Moby Dick está inspirada en dos casos reales:
- La epopeya que padeció el ballenero Essex, de Nantucket, Massachusetts, cuando fue atacado por un cachalote en 1820.
Tras ser hundidos por el cetáceo, los tripulantes vagaron por el océano Pacífico hasta la isla Henderson. 91 días después, fueron rescatados y desembarcados en Valparaíso (Chile). George Pollard Jr. y Owen Chase, dos de los ocho supervivientes, relataron el suceso.[19]
- El caso de un cachalote albino que merodeaba la isla Mocha (Chile) en 1839, al que a nivel global llamaban «Mocha Dick» en el siglo XIX.[19][20]
El relato de este caso fue publicado en 1839 por la revista neoyorquina Knickerbocker. Escrito por un oficial de la armada estadounidense, narra el enfrentamiento real de balleneros con un cetáceo albino conocido como Mocha Dick cerca de la isla Mocha, en Tirúa (Chile). Como Moby Dick, el cachalote albino escapó incontables veces de sus cazadores durante más de cuarenta años, por lo que llevaba varios arpones incrustados en su espalda. Los balleneros contaban que atacaba furiosamente dando resoplidos que formaban una nube a su alrededor; embestía los barcos perforándolos y volcándolos, matando a los marineros que se atrevían a enfrentársele. Según el narrador del artículo publicado en la revista, para lograr matar a Mocha Dick se requirió la unión de distintos barcos balleneros de distintas nacionalidades.
Cabe destacar que en Chile, en la cultura indígena mapuche, existe el mito del Trempulcahue, cuatro ballenas que llevan las almas de los mapuches muertos hasta la isla Mocha para embarcarse en su viaje final. En la costa de Chile en 2005, se filmó a varios de estos cachalotes albinos.

## Adaptaciones

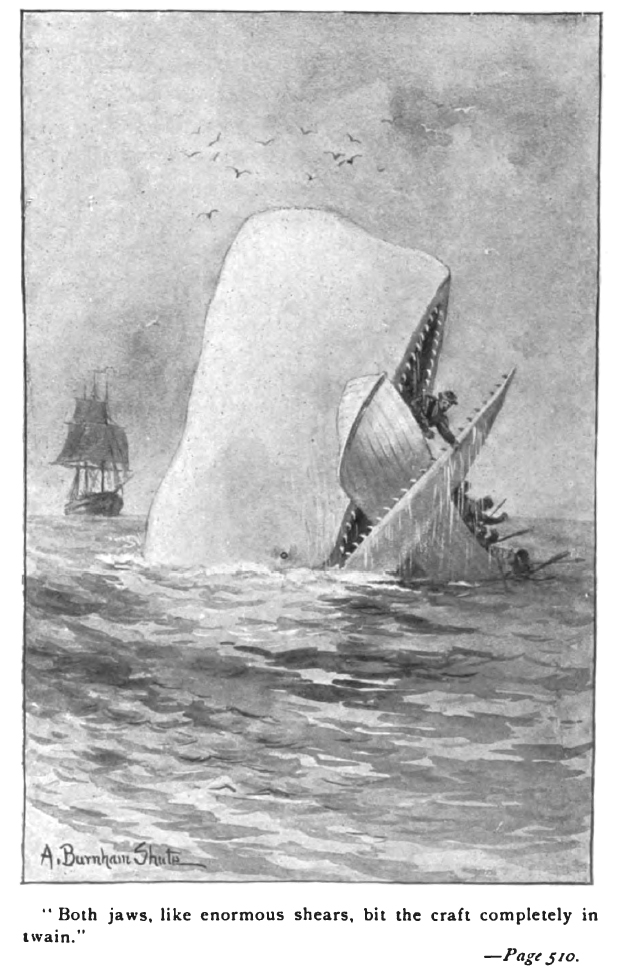
Ilustración de Moby Dick, en una edición de la novela de 1892.

- En 1926 se realizó una película muda, The Sea Beast (La bestia marina), protagonizada por John Barrymore.
- En 1930 se rodó otra versión con el mismo título y con Barrymore nuevamente.
- Entre 1937 y 1938 el compositor de bandas sonoras Bernard Hermann compuso una cantata llamada Moby Dick, para 2 tenores, 2 bajos y orquesta, estrenada en el Carnegie Hall de New York en 1940 por John Barbirolli.[21]
- En 1962 la serie animada Tom y Jerry lanzó un episodio inspirado en la novela: «Dicky Moe».
- En 1956 se filmó Moby Dick, de John Huston, con Gregory Peck en el papel del capitán Ahab, con un guion del escritor estadounidense Ray Bradbury.
- En 1967 Hanna-Barbera creó una serie animada titulada Moby Dick y Mighty Mightor, en la cual, Moby Dick ayuda a dos niños (Tom y Tub) y a su mascota Scooby (un león marino) a enfrentarse a los peligros del mundo submarino.
- En el West End de Nueva York, se representó el musical Moby Dick!, basado en una producción escolar de la novela.
- En 1992 Vittorio Gassman estrenó Ulises y la ballena blanca, un montaje teatral basado en la traducción de la novela hecha por Cesare Pavese.
- En 1998 se realizó una película para televisión protagonizada por Patrick Stewart.[22]
- En 2003 y 2007, el cineasta francés Philippe Ramos hizo una adaptación personal de la novela en un corto (2003) y una película (2007), llamada Capitaine Achab (El capitán Ahab). El filme es un drama que cuenta la historia del protagonista en varios capítulos narrados por personajes que lo conocieron, hasta concluir con su encuentro con la ballena.
- En la serie infantil Las Tres Mellizas, un capítulo es dedicado al libro.
- En la serie animada de Nickelodeon The Fairly OddParents, se hace referencia a la novela en el episodio «Los libros cobran vida».
- En la producción independiente Moby Dick (película de 2010) se cambiaron algunas tramas del argumento original.
- En 2011 se estrenó Age of the Dragons, una película cuyo argumento es una adaptación de la novela a un mundo de fantasía con dragones. En esta película de bajo presupuesto Danny Glover interpreta al capitán Ahab.[23]
- En 2011 se estrenó Moby Dick, una miniserie de televisión protagonizada por William Hurt como el capitán Ahab, Ethan Hawke como Starbuck y Charlie Cox como Ishmael. La miniserie está constituida por dos capítulos de 90 minutos cada uno.
- En 2015 se filmó In the Heart of the Sea, que fue dirigida por Ron Howard y protagonizada por Chris Hemsworth.
- En 2018 se estrenó la obra teatral Moby Dick, dirigida por Andrés Lima y protagonizada por José María Pou.
- En octubre de 2022 se estrenó en el Auditorio 400 del Museo Nacional Centro de Arte Reina Sofía Moby Dick, radiodrama escénico para actores, ﬂauta, violín, violonchelo, piano, percusión y electrónica a partir de la obra de Herman Melville, con música compuesta por Iñaki Estrada Torío y libreto de José Miguel Baena. El propio libretista actuó de narrador, junto con el Ciklus Ensemble (dirigido por Asier Puga). La obra incluía una parte electrónica a cargo del Departamento de Sonología del RCSM y una grabación de texto, de la que se encargó la compañía de teatro La ballena blanca.[24]
- En noviembre de 2022 se estrenó en el teatro Clunia de Burgos Su ballena blanca, una adaptación de la novela para teatro hecha por Roberto Méndez, con un acercamiento a la obra a través de la figura de una persona moribunda, uniendo así los cuidados paliativos con Moby Dick.[25] Fue reestrenada en marzo de 2023 en el centro cívico Estación Norte de Zaragoza,[26] estando disponible en YouTube.[27]
- En noviembre de 2023 el videojuego Limbus Company utilizó la novela como base para la historia del personaje basada en esa misma, llamada Ishmael. Contando su propia forma de la historia con los personajes de la ballena, el capitán Ahab, y Queequeg.